# Risch-Rotkreuz
Risch-Rotkreuz é uma comuna da Suíça, no Cantão Zug, com cerca de 8.574 habitantes. Estende-se por uma área de 22,9 km², de densidade populacional de 374 hab/km². Confina com as seguintes comunas: Cham, Dietwil (AG), Honau (LU), Hünenberg, Meierskappel (LU), Oberrüti (AG), Root (LU), Zugo (Zug).
A língua oficial nesta comuna é o Alemão.